# آنتوینی-لی-تیاک
آنتوینی-لی-تیاک (به فرانسوی: Antogny-le-Tillac) یک کمون در فرانسه است که در اندر-ا-لوآر واقع شده‌است. آنتوینی-لی-تیاک ۱۷٫۳۱ کیلومتر مربع مساحت دارد.